# Gertrud Haemmerli-Schindler
Gertrud Haemmerli-Schindler, née le 7 septembre 1893 à Zurich, morte le 17 mars 1978 à Zurich, est une militante suisse des droits des femmes.

## Biographie
Gertrud Haemmerli-Schindler est la fille de Samuel Dietrich Schindler, député radical au Grand Conseil zurichois  et de Anna Barbara Huber, fille du fondateur de la société Oerlikon. En 1919, elle part étudier à Baltimore dans une école d'infirmières. En 1921, elle épouse le cardiologue Theodor Haemmerli. 
En 1932, elle fonde la Verein Mütterhilfe, le premier centre de conseil sur la grossesse (de) à Zurich. De 1934 à 1947, elle est présidente de la section zurichoise de l'Association suisse des infirmières et infirmiers. En 1939, elle participe à la fondation et au développement du service complémentaire féminin (FHD) dans le canton de Zurich. De 1940 à 1945, elle est membre de la commission fédérale du FHD et de 1942 à 1946 présidente du FHD suisse. Après la fin de la guerre, elle dirige la campagne de secours Schweizer Frauen für hungernde Kinder und Mütter.
De 1947 à 1954, elle est présidente du Centre des femmes de Zurich et de 1949 à 1955 présidente de l'Alliance de sociétés féminines suisses (BSF). Elle représente la BSF au sein des commissions fédérales pour la protection de l'air et la politique commerciale. De 1949 à 1955, elle est membre de la direction de la Croix-Rouge suisse, de 1954 à 1957 vice-présidente de la Confédération suisse pour la protection civile (SBZ). En 1958, elle participe à l'organisation de la deuxième exposition suisse sur le travail des femmes (Schweizerische Ausstellung für Frauenarbeit).